# César Magarreiro

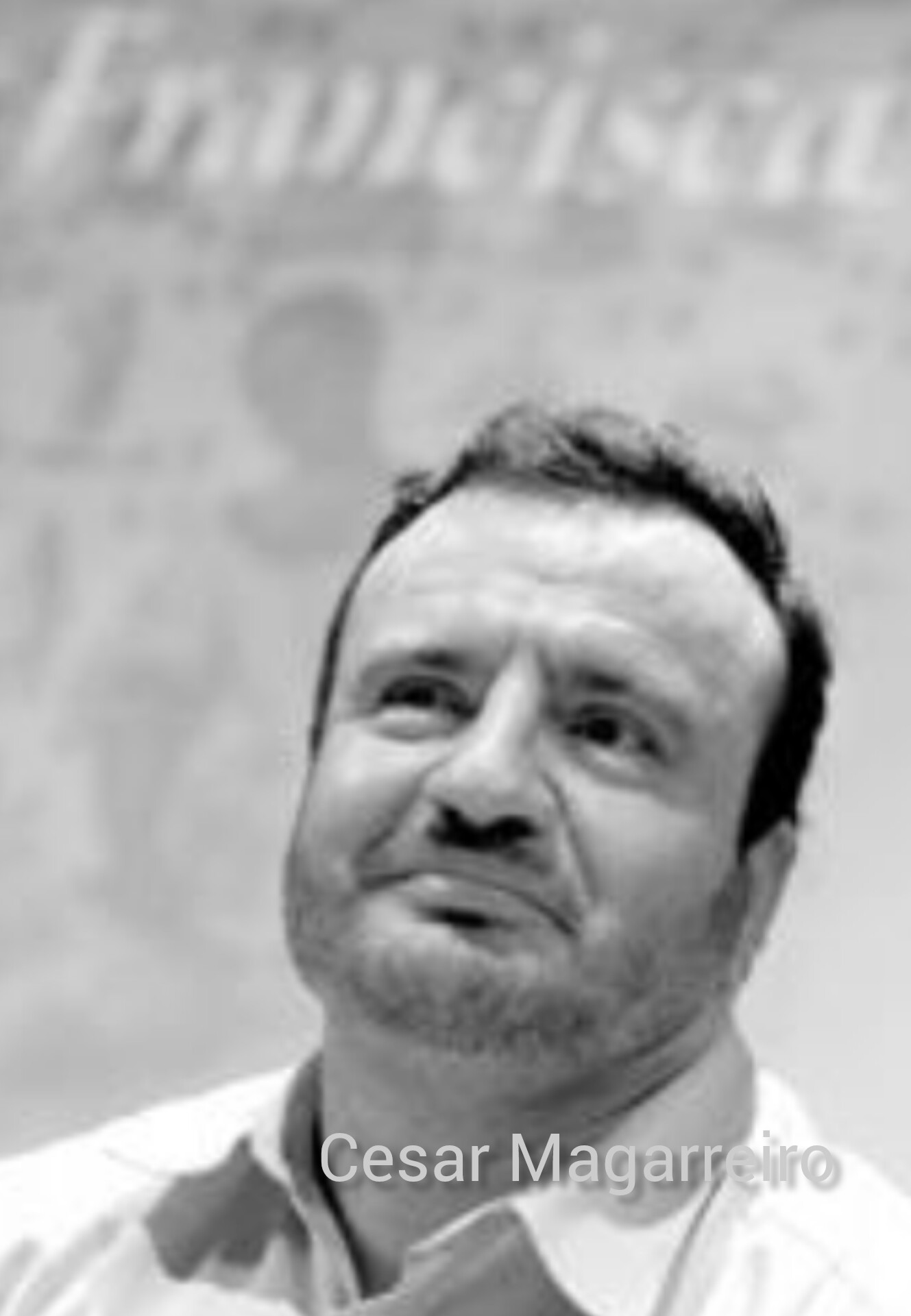
César Magarreiro (2006)

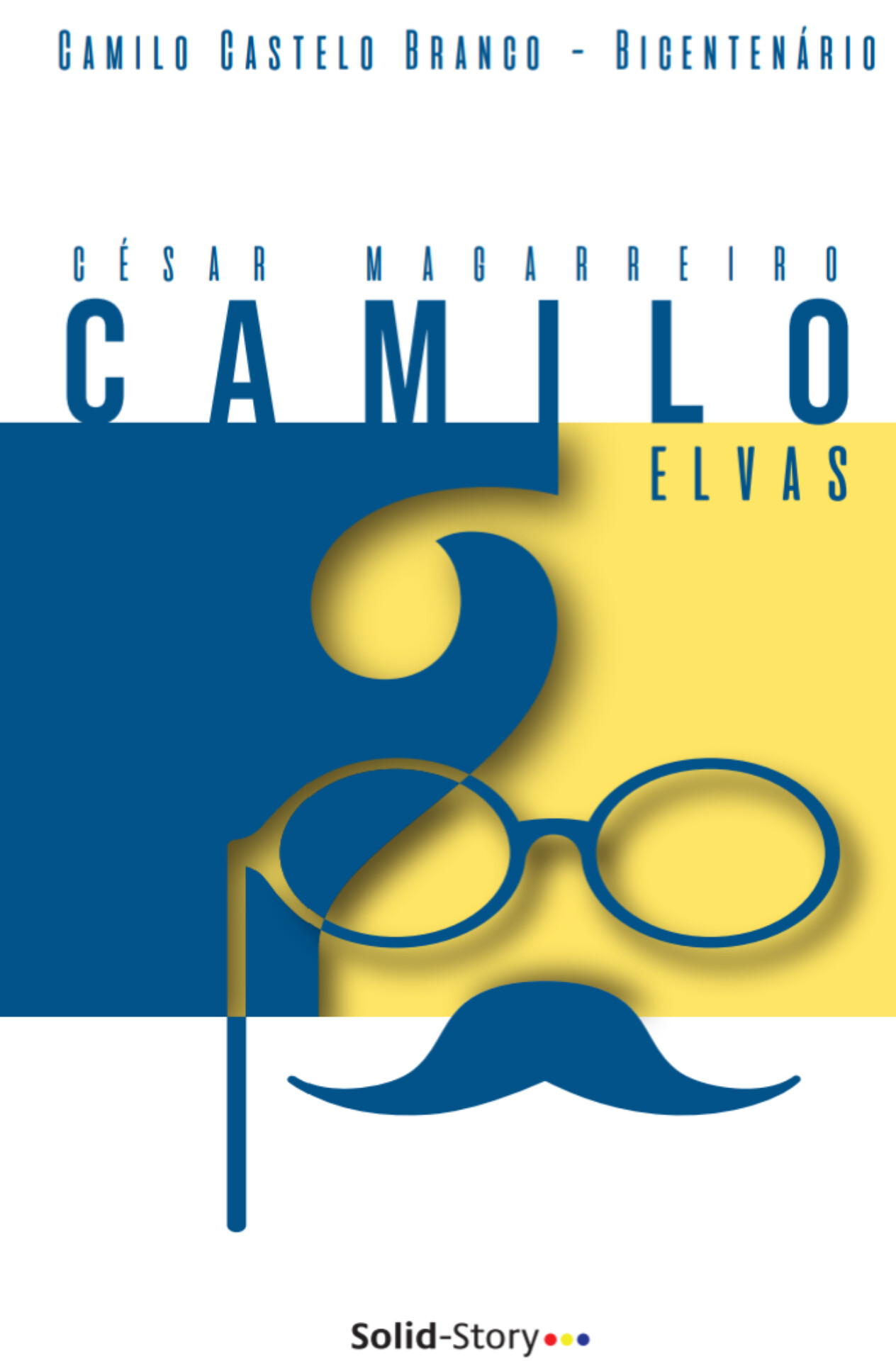
Camilo Elvas 2025

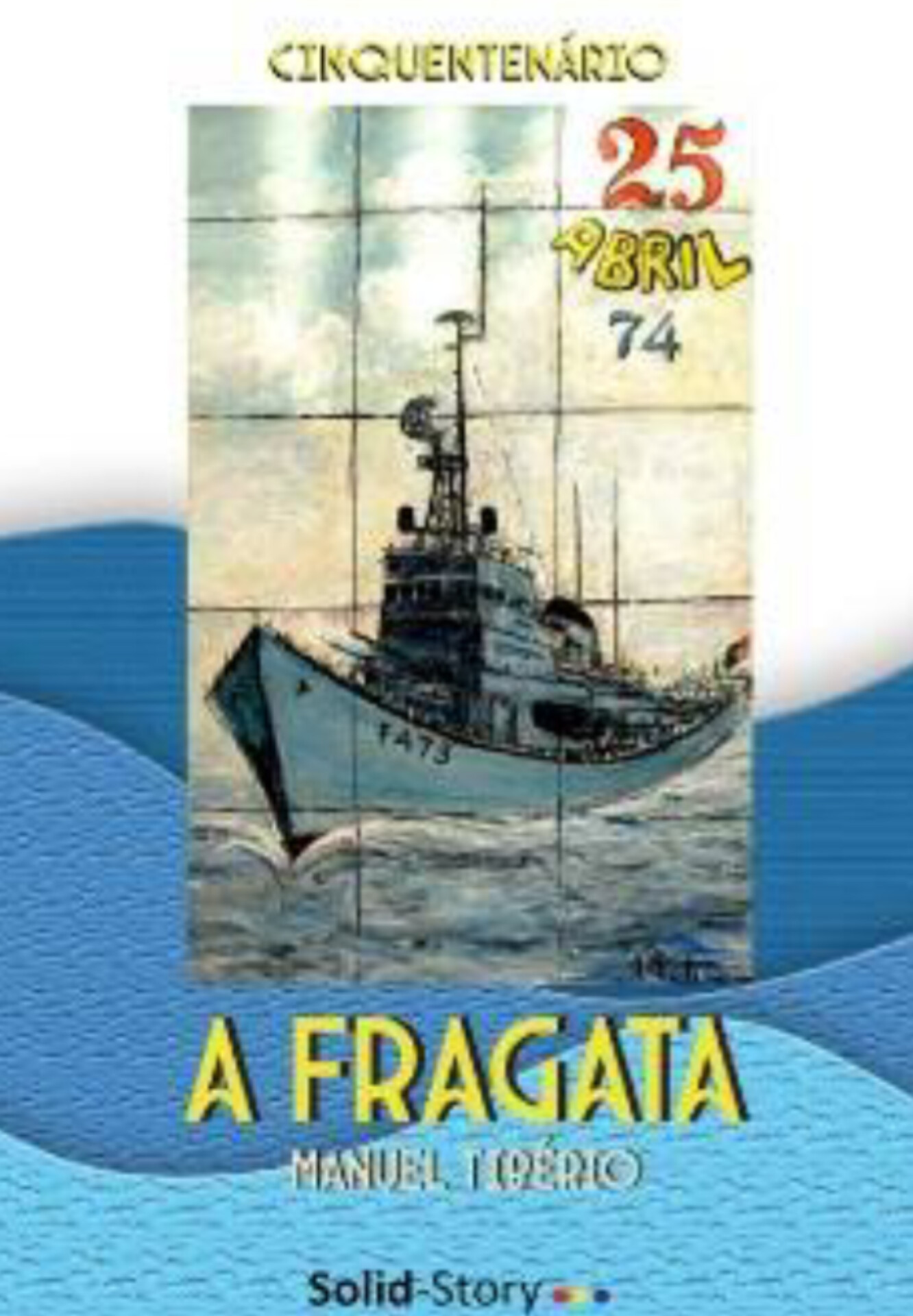
A Fragata (2024)

César Magarreiro (Terrugem (Elvas), 1964) é um escritor, geógrafo e oficial da Marinha português.

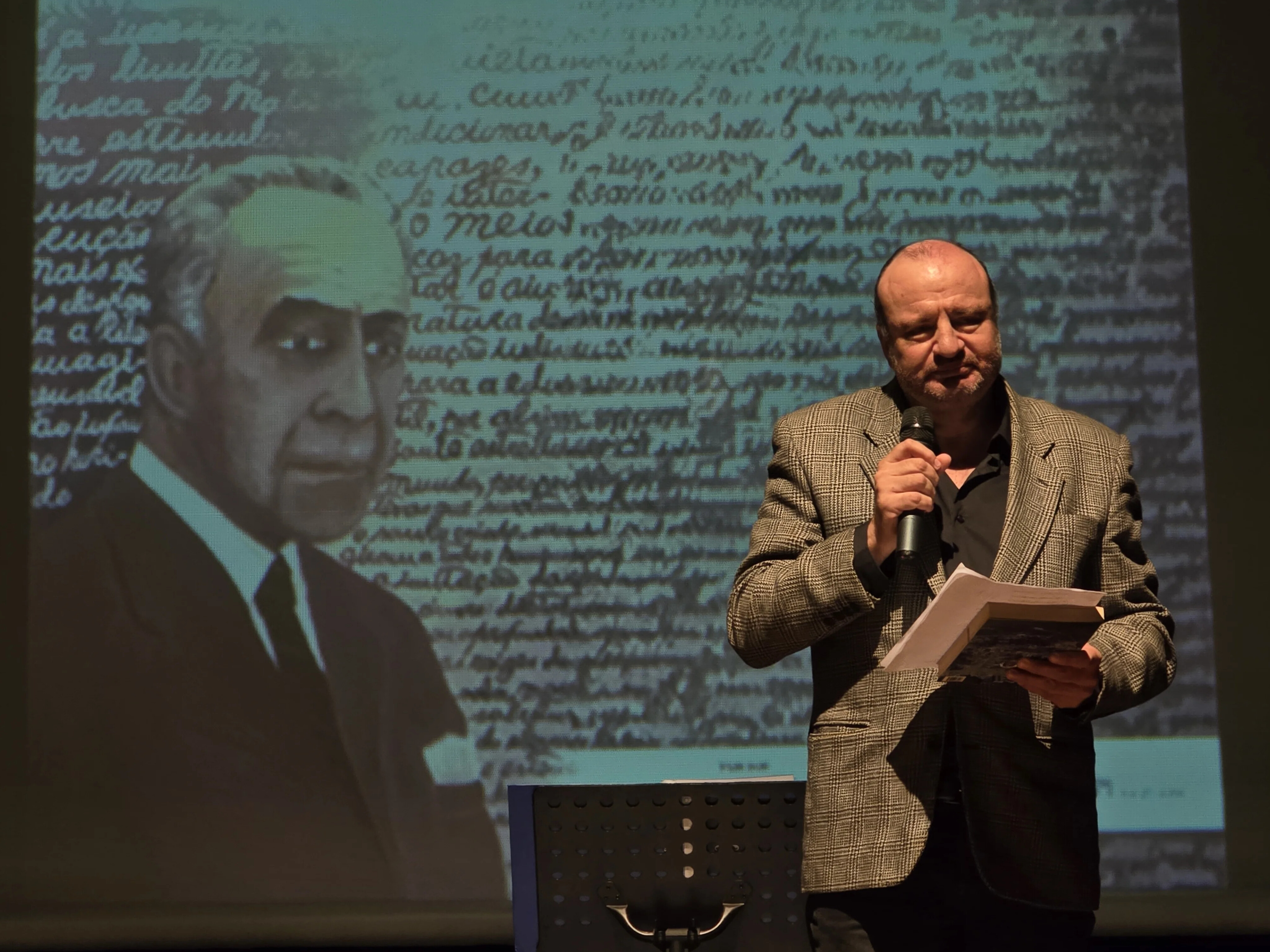
César Magarreiro (2024)

Publicou em 2006 o romance "Francisca", obra que ganhou o prémio Novo Talento FNAC/Teorema no mesmo ano. Em 2008, com o romance "Ronda Filipina" venceu o prémio Maria Rosa Colaço, CM Almada, na categoria Juvenil).  Em 2009 participou na 4ª edição do LEV (Literatura em Viagem). 

No ano de 2010 escreve romance o País Inacabado, para comemorar o 1º Centenário da Republica Portuguesa. 

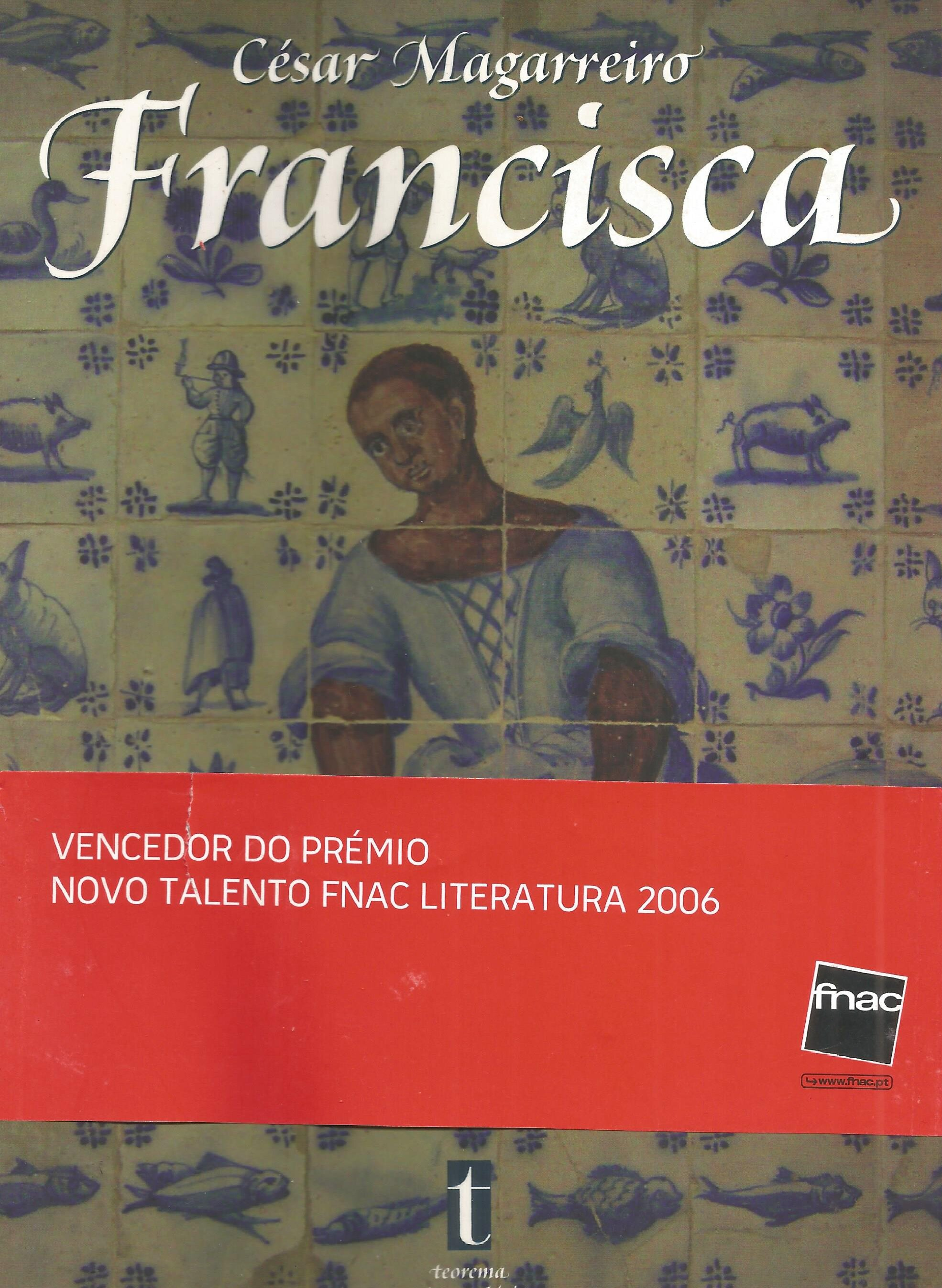
Francisca - Premio FNAC - Teorema 2006

Já em 2018, venceu (ex-aequo) o concurso de contos Boutique da Cultura / CM Lisboa, com o conto "A Nave". No ano de 2024 venceu o Prémio literário Hernâni Cidade (CM Redondo) com a obra "Cinco séculos, cinquenta anos". Em 2025 no âmbito do bicentenário de Camilo Castelo Branco, editou a obra Camilo Elvas.

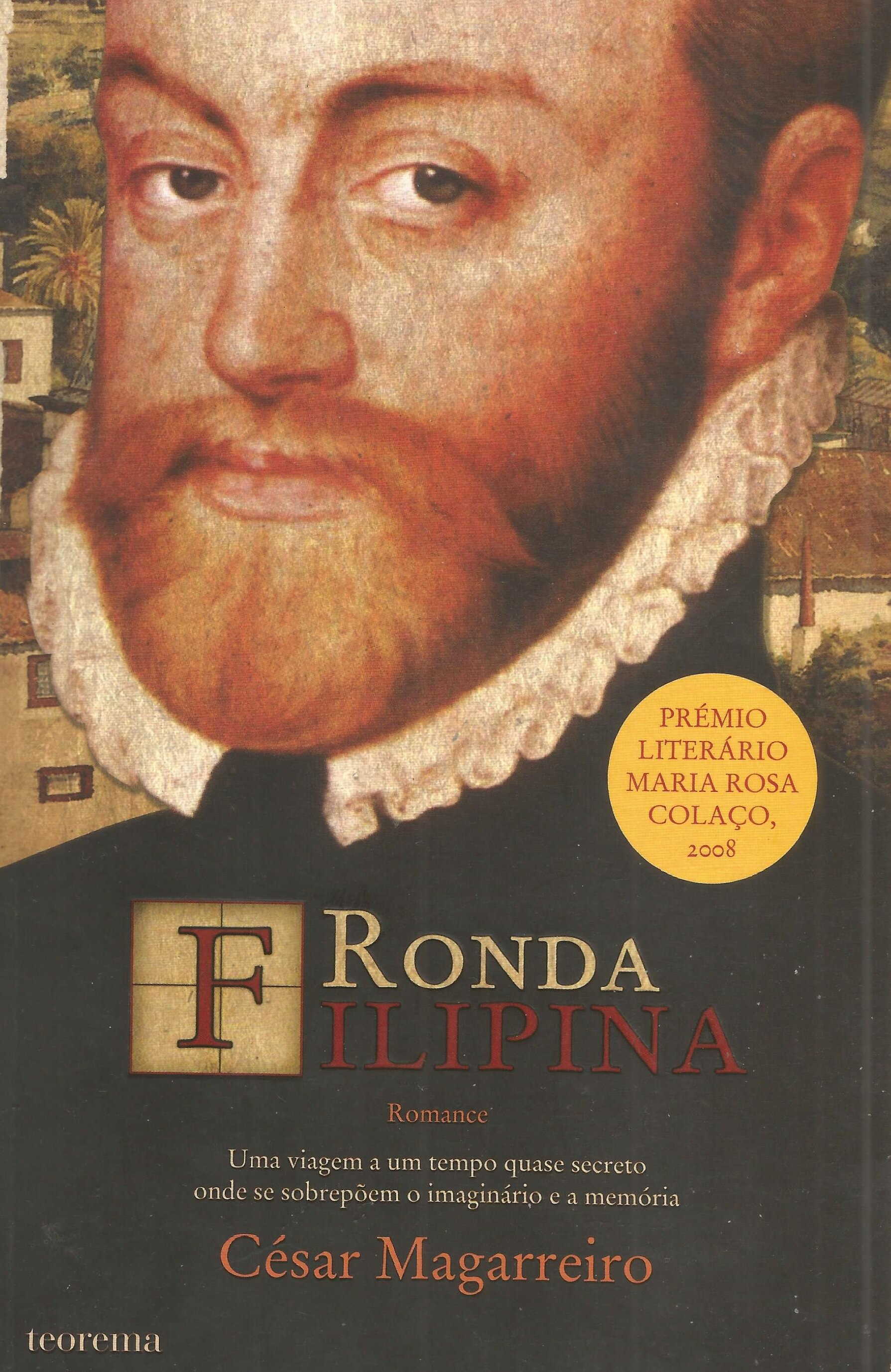
Ronda Filipina (2009)

Quanto à poesia onde assina como Manuel Tibério, em 2008 publicou  o livro "As Fogueiras da Triste Paixão", e em 2024 escreveu "A Fragata". Tem sido premiado, júri e coordenador em prémios de poesia e fez parte de várias antologias poéticas e não só. Já em 2025 venceu o Prémio de Poesia Gabriel Raminhos, Reguengos de Monsaraz.
Também coordena e participa na  recolha em verso / prosa / audiovisual, da aldeia de Terrugem, concelho de Elvas, de que é exemplo o projeto: Terrugem, História da gente comum.
Como principais obras são de destacar:
Prosa: Francisca (2006); Ronda Filipina (2008); O País Inacabado (2010); Do que ainda ouvi falar (recolha) (2013); Bairros de Lisboa (2018); Camilo Elvas (2025).
Poesia: As fogueiras da triste paixão (2008); Todo nós somos Camões (recolha) (2008); A Fragata (2024).